# La Roda (Albacete)
La Roda és un municipi al nord de la província d'Albacete. L'especialitat gastronòmica de La Roda són els miguelitos.
| 1900  | 1910  | 1920  | 1930   | 1940   | 1950   | 1960   | 1970   | 1981   | 1991   | 1996   | 2001   | 2005   | 2006   | 2007   |
| ----- | ----- | ----- | ------ | ------ | ------ | ------ | ------ | ------ | ------ | ------ | ------ | ------ | ------ | ------ |
| 7.066 | 7.938 | 9.185 | 10.487 | 11.602 | 12.274 | 12.190 | 11.663 | 12.287 | 12.938 | 13.523 | 13.793 | 14.881 | 15.288 | 15.559 |

## Rodencs il·lustres
- Tomás Navarro Tomás filòleg i lingüista, Director de la Biblioteca Nacional d'Espanya de 1936 a 1939.